# Stazione di Marconi
La stazione di Marconi è una fermata ferroviaria di Bari, ubicata sulla linea Adriatica e divide il quartiere Japigia con il quartiere Madonnella. Il nome Marconi deriva dall'Istituto Tecnico Industriale che si trova nel piazzale antistante la stazione.

## Storia
La fermata venne attivata il 31 maggio 1992, (prima battezzata come "Magna Grecia" e successivamente fu denominata "Marconi") allo scopo di aumentare il numero di fermate del servizio ferroviario urbano.

## Strutture e impianti
La stazione è semplicemente composta da due binari passanti, uno per ogni senso di marcia. La fermata fa parte della metropolitana di Bari.

## Movimento
La fermata Marconi è frequentata soprattutto da pendolari e da studenti e vi fermano i treni regionali.